# 1979 у телебаченні
Список 1979 у телебаченні описує події у сфері телебачення, що відбулися 1979 року.

## Події

### Без точних дат
- Початок аналогового мовлення телеканалу «ЦТ-3» та «ЦТ-4» на 10 ТВК у Запоріжжі[1].